# صفاء الحيدري
صفاء أكرم الحيدري (1921 - 1992) شاعر عراقي. ولد في أنقرة أثناء رحلة والده العسكري إلى تركيا، ونشأ في بغداد وثقف نفسه ذاتيًا وتعلم عصاميًا. عمل مديرًا في وزارة الزراعة وصحفيًا وقد أصدر عدة مجلات وجرائد في أيام الملكية. كان عضوًا في جمعية الكتاب والمؤلفين المنحلة. يعد من روّاد الشعر الحداثي في عصره وقد بدأ نشر قصائده في مطلع الأربعينات القرن العشرين، وله ثمانية مؤلفات شعرية مطبوعة. توفي في بغداد عن عمر ناهز 71 عامًا. شقيقه الأصغر هو الشاعر بلند الحيدري الذي تأثر منه. 

## سيرته
ولد صفاء أكرم الحيدري بمدينة أنقرة أو يقال الآستانة سنة 1921 أثناء رحلة والده إلى هناك. ينتمي إلى أسرة كردية عراقية وهو أخ شقيق للشاعر بلند الحيدري، ويكبره بخمس سنوات. كان والده ضابطًا في الجيش العثماني، ثم في الجيش العراقي. نشأ صفاء الحيدري في بغداد عصاميًا. تعلم التركية والكردية والإنجليزية. مال إلي الشعر منذ عام 1940 ودخل الصحافة مبكرًا وأصدر مجلة «الأقباس» الأدبية سنة 1945 ثم جريدة «الأصداء» ثم جريدة «كل شيء» وبعده جريدة «صدى العراق» السياسية، التي ألغى امتيازها مع غيرها من الصحف عام 1954. كان مديرًا للتوجيه والنشر في وزارة الإصلاح الزراعي عام 1963. 

توفي صفاء الحيدري سنة 1992 في بغداد. 

## شعره
جاء في معجم البابطين عنه «شعر ذاتي، جواني، تشغل «الأنا» فيه موقعًا مؤثرًا في صنع السياق، والحوار مع النفس أو محاورة الآخر المتخيّل. صوره رمزية غالبًا، وقد تبلغ التجريد السريالي، أغلب شعره على نسق قصيدة التفعيلة، ولكن قد يأتي بالموزون المقفى، كما قد يضرب عن الوزن، يترك بين عباراته مساحات تستدعي عمل مخيلة المتلقي، هي وثبات نفسية وأسلوب فني.»  يعتبر شاعرًا رومانسيًا الذي «اختط لنفسه طريقاً خاصاً كاد ينفرد به بين الشعراء العراقيين. فقد أقام مشروعه الشعري الأساسي علي ركيزتين هما: الموضوعات الجنسية والمطولات الشعرية. » 

## حياته الشخصية
```
كان ميالاً للعزلة وعاش عزبًا، غير أنه أحب امرأة بادلته الحب وخلق منها شاعرة وهمية، نشر باسمها العديد من القصائد. 
[
3
]
```

## آثاره
من مجموعات وملحماته الشعرية: 
- «أوكار الليل»، 1947
- «عبث»، 1949
- «بابلون»، 1954
- «قصائد وبرامج وطنية» مطبعة البرهان، بغداد، 1962
- «قنوط»، مطبعة التمدن، بغداد، 1963
- «زقاق»، المؤسسة التجارية للطباعة والنشر، بيروت، 1971
- «المجموعة الشعرية الكاملة»، مؤسسة إيف للطباعة، بيروت، 1978
- «قصائد للوطن»، مؤسسة إيف للطباعة، بيروت، 1980
- «الملاحم الشعرية الأربع»، 1982
- «قصائد لبطل القادسية»، بغداد، 1985

ونشرت له الدار العربية للموسوعات :
- «قافلة الحريم»، 1998
- «المجموعة الشعرية الكاملة»، 2011 (ردمك 9789953563114)

من قصصه:
- «الأربعون»، مذكرات يومية
- «شذوذ »
- «يوميات مراهق»

## وصلات خارجية
- في موقع الآداب
- في الأرشيف المجلات